# Heteropseudinca bituberculatus
Heteropseudinca bituberculatus är en skalbaggsart som beskrevs av Moser 1911. Heteropseudinca bituberculatus ingår i släktet Heteropseudinca och familjen Cetoniidae. Inga underarter finns listade i Catalogue of Life.